# Indigofera dasyantha
Indigofera dasyantha är en ärtväxtart som beskrevs av Baker f. Indigofera dasyantha ingår i släktet indigosläktet, och familjen ärtväxter. Inga underarter finns listade i Catalogue of Life.